# Columnea purpusii
Columnea purpusii là một loài thực vật có hoa trong họ Tai voi. Loài này được Standl. mô tả khoa học đầu tiên năm 1926.